# Championnat du pays de Galles de football 2020-2021
Navigation
Cymru Premier
2019-2020 Cymru Premier
2021-2022
La saison 2020-2021 de Cymru Premier est la vingt-huitième édition du championnat du pays de Galles de football et la deuxième sous l'appellation « Cymru Premier » et la deuxième fois sous l'appellation JD Cymru Premier. Le plus haut niveau du football gallois, oppose cette saison douze clubs en une série de trente-huit rencontres jouées à partir du 12 septembre 2020. Le championnat se déroule en deux phases. Les clubs s'affrontent d'abord en matches aller-retour sur vingt-deux journées dans une poule unique, puis en matches aller-retour sur dix journées en deux poules de six.
Lors de cette saison, le champion Connah's Quay Nomads défend son titre face à onze autres équipes dont deux promus de deuxième division.
Trois places qualificatives pour les compétitions européennes sont attribuées par le biais du championnat : une place en Ligue des champions, et deux en Ligue Europa Conférence. La dernière place européenne est celle du vainqueur de la coupe du pays de Galles qui est qualificative pour la Ligue Europa Conférence. Les deux derniers du championnat sont relégués en deuxième division et sont remplacés par les deux promus de cette même division pour l'édition suivante.
Les Connah's Quay Nomads remportent leur 2e titre à l'issue de la dernière journée.

## Clubs participants
| \| Aberystwyth Bala Town Caernarfon Town Connah's Quay Newtown TNS Cardiff MU Cefn Druids Barry Town United Pen-y-Bont Flint Town Haverfordwest County \| Localisation des clubs |
| Aberystwyth Bala Town Caernarfon Town Connah's Quay Newtown TNS Cardiff MU Cefn Druids Barry Town United Pen-y-Bont Flint Town Haverfordwest County                              |

Un total de douze équipes participent au championnat, les dix maintenus de la saison précédente, auxquelles s'ajoutent deux promus de deuxième division : le Flint Town United, deuxième de la Cymru North et l'Haverfordwest County, deuxième de la Cymru South.
| Club                            | Présent depuis | Classement 2019-2020 | Stade                      | Capacité | Ville         |
| ------------------------------- | -------------- | -------------------- | -------------------------- | -------- | ------------- |
| Connah's Quay Nomads            | 2012           | 1er                  | Deeside Stadium (en)       | 1 500    | Connah's Quay |
| The New Saints                  | 1993           | 2e                   | Park Hall                  | 2 034    | Oswestry      |
| Bala Town                       | 2009           | 3e                   | Maes Tegid (en)            | 3 000    | Bala          |
| Barry Town United               | 2017           | 4e                   | Jenner Park (en)           | 3 500    | Barry         |
| Caernarfon Town                 | 2018           | 5e                   | The Oval (en)              | 3 000    | Caernarfon    |
| Newtown AFC                     | 1992           | 6e                   | Latham Park (en)           | 5 000    | Newtown       |
| Cardiff Metropolitan University | 2016           | 7e                   | Cyncoed Campus             | 1 620    | Cardiff       |
| Cefn Druids                     | 2016           | 8e                   | The Rock (en)              | 3 000    | Cefn Mawr     |
| Aberystwyth Town                | 1992           | 9e                   | Park Avenue (en)           | 5 000    | Aberystwyth   |
| Pen-y-Bont                      | 2019           | 10e                  | SDM Glass Stadium          | 1 200    | Bridgend      |
| Flint Town United               | 2020           | 2e (CN)              | Cae-y-Castell              | 1 000    | Flint         |
| Haverfordwest County            | 2020           | 2e (CS)              | Bridge Meadow Stadium (en) | 2 100    | Haverfordwest |

Légende des couleurs
- Tenant du titre et qualifié pour le 1er tour de qualification de la Ligue des Champions 2020-2021
- Qualifié pour le 1er tour de qualification de la Ligue Europa 2020-2021
- Qualifié pour le tour préliminaire de la Ligue Europa 2020-2021
- Promu

## Compétition

### Critères de départage
Le classement est calculé avec le barème de points suivant : une victoire vaut trois points, le match nul un. La défaite ne rapporte aucun point.
1. Nombre de points ;
2. Différence de buts générale ;
3. Buts marqués ;
4. Nombre de matchs gagnés ;

### Déroulement
Le championnat comprend deux phases. Durant la première, qui dure de la 1re à la 22e journée, les douze clubs s'affrontent à deux reprises. Au terme de la 22e journée, deux poules sont créées : la première réunit les clubs classés aux six premières places et la seconde, ceux classés aux six dernières. Au sein de ces poules, les clubs s'affrontent à nouveau à deux reprises, pour un total de trente-deux matches disputés durant la saison. Les clubs qui terminent aux deux dernières places de la deuxième poule sont relégués au terme de la saison.
Le 22 décembre 2020, le championnat est suspendu en raison de la pandémie de coronavirus. La compétition ne reprend que le 2 mars 2021.
Le 31 mars 2021, la Coupe du pays de Galles 2020-2021 est abandonnée à cause de la situation sanitaire. La Fédération galloise de football décide donc d'attribuer le dernier ticket européen pour la Ligue Europa Conférence par l’intermédiaire de barrages entre les équipes placées de la 4e à la 7e place.  En avril 2021, le Championnat de deuxième division est annulé à son tour ; il n'y a donc ni promotion ni relégation à l'issue de la saison.

### Classement général
| Rang | Équipe                 | Pts | J  | G  | N | P  | Bp | Bc | Diff |
| ---- | ---------------------- | --- | -- | -- | - | -- | -- | -- | ---- |
| 1    | Connah's Quay Nomads T | 79  | 32 | 25 | 4 | 3  | 70 | 20 | +50  |
| 2    | The New Saints         | 77  | 32 | 24 | 5 | 3  | 84 | 17 | +67  |
| 3    | Bala Town              | 60  | 32 | 18 | 6 | 8  | 67 | 42 | +25  |
| 4    | Pen-y-Bont FC          | 46  | 32 | 13 | 7 | 12 | 42 | 40 | +2   |
| 5    | Barry Town United      | 43  | 32 | 13 | 4 | 15 | 42 | 53 | -11  |
| 6    | Caernarfon Town        | 37  | 32 | 10 | 7 | 15 | 43 | 67 | -24  |
|      |                        |     |    |    |   |    |    |    |      |
| 7    | Newtown AFC            | 42  | 32 | 12 | 6 | 14 | 57 | 53 | +4   |
| 8    | Cardiff Met            | 40  | 32 | 11 | 7 | 14 | 47 | 46 | +1   |
| 9    | Haverfordwest County P | 37  | 32 | 10 | 7 | 15 | 38 | 56 | -18  |
| 10   | Aberystwyth Town       | 33  | 32 | 8  | 9 | 15 | 47 | 53 | -6   |
| 11   | Flint Town United P    | 32  | 32 | 10 | 2 | 20 | 38 | 58 | -20  |
| 12   | Cefn Druids            | 16  | 32 | 4  | 4 | 24 | 25 | 95 | -70  |

Qualifications européennes
Ligue des champions 2021-2022
- 1er : premier tour de qualification

Ligue Europa Conférence 2021-2022
- 2e et 3e : premier tour de qualification

Barrages
- 4e à 7e : barrages pour la qualification en Ligue Europa Conférence 2021-2022

Abréviations
- T : Tenant du titre
- P : Promus de deuxième division

### Résultats

#### Première partie de la saison
| Résultats (▼dom., ►ext.)                                   | ABE | BAL | BAR | CAE | CMU | CEF | CQN | FTU  | HAV | NEW | PEN | TNS |
| Aberystwyth Town                                           |     | 1-2 | 1-2 | 1-2 | 2-3 | 3-1 | 1-3 | 3-1  | 2-1 | 1-0 | 1-1 | 2-2 |
| Bala Town                                                  | 5-2 |     | 4-0 | 1-2 | 4-1 | 2-1 | 1-3 | 5-0  | 1-2 | 3-1 | 4-1 | 1-1 |
| Barry Town United                                          | 1-0 | 6-2 |     | 3-1 | 1-0 | 4-1 | 0-0 | 6-3  | 2-1 | 0-0 | 0-1 | 0-3 |
| Caernarfon Town                                            | 2-1 | 1-1 | 2-0 |     | 3-2 | 1-2 | 1-2 | 2-1  | 1-4 | 1-1 | 1-1 | 0-4 |
| Cardiff Metropolitan University                            | 1-1 | 1-1 | 1-2 | 0-3 |     | 0-0 | 1-2 | 2-1  | 0-0 | 2-1 | 0-1 | 0-1 |
| Cefn Druids                                                | 0-4 | 1-3 | 0-1 | 1-2 | 1-1 |     | 0-5 | 1-2  | 4-1 | 2-4 | 0-2 | 0-4 |
| Connah's Quay Nomads                                       | 2-0 | 1-1 | 3-1 | 3-1 | 3-1 | 2-1 |     | 2-0  | 2-0 | 2-1 | 1-0 | 2-0 |
| Flint Town United                                          | 3-0 | 1-2 | 0-1 | 0-2 | 0-1 | 1-2 | 0-1 |      | 0-2 | 1-0 | 0-1 | 0-6 |
| Haverfordwest County                                       | 2-0 | 1-1 | 2-1 | 1-1 | 1-0 | 1-1 | 1-4 | 0-3  |     | 2-2 | 0-4 | 2-1 |
| Newtown AFC                                                | 1-1 | 0-2 | 1-1 | 2-3 | 4-1 | 4-1 | 1-5 | 3-2  | 2-0 |     | 2-0 | 0-4 |
| Pen-y-Bont FC                                              | 1-1 | 1-5 | 1-0 | 6-0 | 1-0 | 1-1 | 0-0 | 1-2  | 2-0 | 2-1 |     | 0-4 |
| The New Saints                                             | 4-1 | 0-0 | 2-1 | 4-1 | 2-0 | 5-0 | 1-0 | 10-0 | 3-2 | 2-0 | 2-1 |     |
| - Victoire à domicile - Match nul - Victoire à l'extérieur |     |     |     |     |     |     |     |      |     |     |     |     |

#### Deuxième partie de la saison
Le championnat est divisé en deux ensembles. Les six premiers sont regroupés dans une poule pour déterminer le champion et les six derniers sont rassemblés dans une autre poule qui détermine les deux équipes qui descendent en deuxième division.
| Résultats (▼dom., ►ext.)                                   | BAL | BAR | CAE | CQN | PEN | TNS |
| Bala Town                                                  |     | 1-0 | 5-2 | 2-1 | 1-0 | 0-1 |
| Barry Town United                                          | 1-4 |     | 3-2 | 1-2 | 3-3 | 0-6 |
| Caernarfon Town                                            | 3-0 | 0-1 |     | 1-6 | 2-2 | 0-2 |
| Connah's Quay Nomads                                       | 2-0 | 1-0 | 4-0 |     | 0-2 | 0-0 |
| Pen-y-Bont FC                                              | 2-3 | 2-0 | 2-0 | 0-2 |     | 0-3 |
| The New Saints                                             | 2-0 | 3-0 | 0-0 | 1-4 | 1-0 |     |
| - Victoire à domicile - Match nul - Victoire à l'extérieur |     |     |     |     |     |     |

| Résultats (▼dom., ►ext.)                                   | ABE | CMU | CEF | FTU | HAV | NEW |
| Aberystwyth Town                                           |     | 1-1 | 5-1 | 0-1 | 2-2 | 1-2 |
| Cardiff Metropolitan University                            | 5-1 |     | 6-0 | 2-1 | 6-1 | 2-2 |
| Cefn Druids                                                | 0-3 | 1-2 |     | 0-6 | 2-1 | 0-7 |
| Flint Town United                                          | 0-0 | 2-0 | 5-0 |     | 2-0 | 0-2 |
| Haverfordwest County                                       | 1-0 | 0-2 | 2-0 | 0-0 |     | 1-2 |
| Newtown AFC                                                | 0-4 | 2-3 | 5-0 | 1-0 | 5-1 |     |
| - Victoire à domicile - Match nul - Victoire à l'extérieur |     |     |     |     |     |     |

### Barrages de qualification pour la Ligue Europa Conférence
Les équipes classées entre la 4e et la 7e disputent les barrages pour déterminer la troisième équipe galloise qualifiée en Ligue Europa Conférence 2021-2022.
| Barrage, demi-finale 1 | Barry Town United | 1 – 3   | Caernarfon Town | Jenner Park, Barry |  |
| 22 mai 2021            |                   | (1 – 1) |                 |                    |  |

| Barrage, demi-finale 2 | Pen-y-Bont FC | 0 – 1   | Newtown AFC | The SDM Glass Stadium, Bridgend |  |
| 23 mai 2021            |               | (0 – 0) |             |                                 |  |

| Barrage, finale | Newtown AFC | 5 – 3   | Caernarfon Town | Latham Park, Newtown |  |
| 29 mai 2021     |             | (2 – 1) |                 |                      |  |

## Bilan de la saison
| Championnat du pays de Galles de football 2020-2021                        |                                 |
| Champion                                                                   | Connah's Quay Nomads (2e titre) |
| Qualifications continentales                                               |                                 |
| Ligue des champions de l'UEFA 2021-2022                                    | Connah's Quay Nomads            |
| Ligue Europa Conférence 2021-2022                                          | The New Saints                  |
| Ligue Europa Conférence 2021-2022                                          | Bala Town                       |
| Ligue Europa Conférence 2021-2022                                          | Newtown AFC                     |
| Promotions et relégations                                                  |                                 |
| Promus en Championnat du pays de Galles de football                        | Aucun                           |
| Relégués en Championnat du pays de Galles de football de deuxième division | Aucun                           |